# 408

## Evenimente
- Începe marea migrație vizigotă în Italia (408 - 410).

## Decese
- 1 mai: Arcadiu, împărat al Imperiului Roman de Răsărit (n.c. 377)
- Stilicon, general roman (n. 359)